# Maurice Hilleman
Maurice Raph Hilleman (Miles City, 30 agosto 1919 – Filadelfia, 11 aprile 2005) è stato un microbiologo statunitense, specializzato in vaccinologia.
Sebbene non abbia mai goduto in vita della stessa notorietà di altri pionieri del campo, è ricordato per aver sviluppato più di 40 tra vaccini umani e animali, un record di produttività senza precedenti, contribuendo di fatto ad aumentare qualità e durata media della vita. Dei 14 vaccini di routine raccomandati dai programmi di vaccinazione statunitensi, a lui se ne devono otto; quelli per il morbillo, parotite, epatite A, epatite B, varicella, Neisseria meningitidis, Streptococcus pneumoniae e Haemophilus influenzae.

## Primi anni e formazione
Hilleman nacque in una fattoria vicino alla città di Miles City nel Montana, nella zona delle grandi pianure, ottavo figlio di Gustav Hilleman e Anna Uelsmann che morirà pochi giorni dopo il parto. In gioventù contribuì nel portare avanti la fattoria di famiglia, cresciuto principalmente dalla zio Robert Hilleman. In seguito affermerà che proprio a queste sue origini si devono buona parte del suo successo nella ricerca, in particolare grazie al lavoro con i polli. Bisogna sapere, infatti, che dagli anni '30 le uova di gallina fertili erano state spesso utilizzate per coltivare virus per i vaccini.
Successivamente riuscì a completare gli studi nel 1941 presso il Montana State University, sostenuto dal fratello e da alcune borse di studio per via delle ristrettezze economiche in cui versava la famiglia. Vinse poi una borsa di studio per conseguire il dottorato in microbiologia all'Università di Chicago nel 1944. Nella sua tesi riguardante le infezioni da clamidia, Hillman riuscì a dimostrare che erano causate da un batterio, la Chlamydia trachomatis, che cresce solo all'interno delle cellule, in un periodo in cui si pensava fosse responsabilità di un virus.

## Carriera
Dopo essersi unito alla ER Squibb & Sons (ora Bristol-Myers Squibb), sviluppò un vaccino contro l'encefalite B giapponese, malattia che minacciò le truppe statunitensi nel teatro dell'Oceano Pacifico della seconda guerra mondiale. Durante questo periodo, dal 1948 al 1957, in cui lavorò come capo del dipartimento di malattie respiratorie dell'Army Medical Center, Hilleman scoprì i cambiamenti genetici che si verificano quando il virus dell'influenza muta,  che porta al fenomeno noto come spostamento antigenico, ed iniziò a teorizzare che sarebbe stata necessaria una vaccinazione antinfluenzale annuale. Queste considerazioni lo aiutarono a riconoscere il rischio che l'influenza asiatica del 1957 sarebbe potuta diventare una pandemia fuori controllo. Sulla base di queste preoccupazioni riuscì, anche con l'aiuto di un collega, a riconoscere ed isolare il ceppo dell'influenza in soli nove giorni e a preparare un vaccino che venne distribuito in quaranta milioni di dosi. Le vittime negli Stati Uniti furono circa 69.000 ma, con una pandemia, il bilancio sarebbe stato molto più grave. Per questo venne insignito della Distinguished Service Medal dall'esercito americano.
Nel 1957, Hilleman cominciò a lavorare per la Merck & Co. come capo del suo nuovo dipartimento di ricerca sui virus e sulla biologia cellulare presso West Point in Pennsylvania. Fu qui che Hilleman sviluppò la maggior parte dei quaranta vaccini animali e umani sperimentali e autorizzati che gli sono accreditati. Tra questi è da menzionare il vaccino della parotite, sviluppato a partire dal ceppo della figlia, Jeryl Lynn, quando se ne ammalò nel 1963 all'età di cinque anni. Ancora oggi è il ceppo più ampiamente utilizzato per la preparazione di questo vaccino ed è noto come ceppo Jeryl Lynn.
Nel 1968 ci fu l'influenza di Hong Kong ed importante è stato il contributo di Hilleman nello sviluppo del vaccino, reso disponibile quattro mesi dopo l'inizio della pandemia.
Altro contributo significativo lo diede nel contrasto all'epatite B; insieme al suo team, infatti, mise a punto un vaccino antiepatite B molto utilizzato nel mondo. Nel 2003 si stimò che l'incidenza della malattia tra i giovani negli Stati Uniti era calata del 95%. A tal proposito Thomas Starzl, uno dei pionieri nel trapianto d'organi, affermò che il lavoro di Hillman sull'epatite B rimosse uno degli ostacoli più grandi nel campo dei trapianti e che fu, quindi, uno dei contributi più importanti alla salute umana nel ventesimo secolo.

## Ultimi anni
Hillman nel corso del tempo fece parte di numerosi comitati consultivi nazionali ed internazionali sia accademici che governativi e privati, tra questi l'Ufficio per la valutazione del programma di ricerca sull'AIDS del National Institutes of Health e l'Organizzazione mondiale della sanità in qualità di consigliere.
Al momento della sua morte l'11 aprile 2005, all'età di 85 anni, Hilleman era docente a contratto presso l'Università della Pennsylvania a Filadelfia.